# Club Deportivo La Granja
El Club Deportivo La Granja es un equipo español de fútbol de Real Sitio de San Ildefonso (Segovia). Se fundó en 1948, y milita en el grupo VIII de Tercera División. 
Su estadio se llama El Hospital con una capacidad de 2000 personas y dos gradas cubiertas. Se trata de un campo de hierba natural con unas dimensiones de 100x55 metros.

## Jugadores y cuerpo técnico

### Plantilla y cuerpo técnico 2020/21
- En 1.ª y 2.ª desde la temporada 1995-96 los jugadores con dorsales superiores al 25 son, a todos los efectos, jugadores del filial y como tales, podrán compaginar partidos con el primer y segundo equipo. Como exigen las normas de la LFP, los jugadores de la primera plantilla deberán llevar los dorsales del 1 al 25. Del 26 en adelante serán jugadores del equipo filial.
- Como exigen las normas de la RFEF desde la temporada 2019-20 en 2ªB y desde la 2020-21 para 3.ª, los jugadores de la primera plantilla deberán llevar los dorsales del 1 al 22, reservándose los números 1 y 13 para los porteros y el 25 para un eventual tercer portero. Los dorsales 23, 24 y del 26 en adelante serán para los futbolistas del filial, y también serán fijos y nominales.
- Los equipos españoles están limitados a tener en la plantilla un máximo de tres jugadores sin pasaporte de la Unión Europea. La lista incluye solo la principal nacionalidad de cada jugador.La lista incluye sólo la principal nacionalidad de cada jugador. Algunos de los jugadores no europeos tienen doble nacionalidad de algún país de la UE:

## Uniformes
- Uniforme titular: Camiseta azul celeste y pantalón y medias azul marino.

- Uniformes alternativos: